# Феррара, Франческо
Франческо Феррара (итал. Francesco Ferrara; 1810—1900) — итальянский сенатор, экономист, статистик и издатель.

## Биография
Франческо Феррара родился 7 декабря 1810 года в столице острова Сицилия городе Палермо.

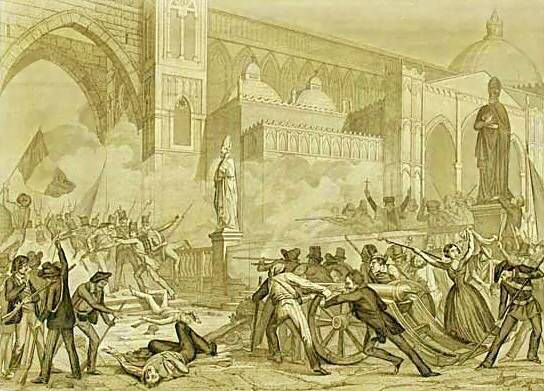
События в Палермо (1848)

В 1840-х годах основал журнал «Статистический журнал» (ит. «Giornale de Statistica»), который издавал совместно с другим видным итальянским политэкономом Эмерико Амари. В этом периодическом печатном издании они опубликовали множество своих статей политико-экономической и статистической направленности, в которых Феррара показал себя, как убеждённый сторонник манчестерской школы, не изменив своим убеждениям до самой смерти. За участие (преимущественно литературное) в революционном движении был вместе с Амари арестован в 1847 году и посажен в Палермскую цитадель. В следующем году был освобождён Сицилийской революцией, поле чего занял место в рядах временного правительства и был послан в город Турин с предложением Сицилийского престола Фердинанду Савойскому, герцогу Генуэзскому.
Так как во время его отсутствия революция была подавлена и на Сицилии был восстановлен прежний режим, Франческо Феррара, зная, что по возвращении его снова посадят в тюрьму, не вернулся обратно на родину. Он занял должность профессора политической экономии в Туринском университете, а некоторое время спустя перевёлся на ту же должность в университет города Пиза.
В 1865 году Франческо Феррара был избран депутатом, а в 1881 году вошёл в Сенат Италии.
В апреле 1867 года вошёл в Совет министров Италии под председательством Урбано Раттацци, где возглавил министерство финансов страны. В этой должности предложил смелый проект обложения единовременным, распределенным на несколько лет налогом в 600 миллионов фр. церковных имуществ, которое должно было быть первым шагом к их секуляризации. Вследствие частых разногласий по этому вопросу с председателем Совмина, Франческо Феррара уже четыре месяца спустя вышел в отставку, однако его проект в значительно смягченном виде Раттацци провел через палаты.
С 1868 года Феррара возглавлял Высшее коммерческое училище в городе Венеции.
Среди наиболее значимых трудов Феррары можно назвать: «Importanza dell’economia politica» (Турин, 1849) и «Memorie di statistica» (собрание его статистических статей по разным вопросам, Рим, 1890). Он издал в 27 т. «Biblioteca degli economisti» (1857—1868), биографические и критические введения к которым напечатал и отдельно, под заглавием «Esame storico-critico degli economisti e delle dottrine economiste» (Турин, 1890—92).
Франческо Феррара скончался 22 января 1900 года в Венеции. Похоронен в церкви Сан-Доменико (Палермо).